# Pijnenburg (landgoed)
Pijnenburg is een landgoed in de Nederlandse gemeente Baarn en kleine delen in Hilversum en Soest, in de provincies Utrecht en Noord-Holland. Het ligt aan de Biltseweg (N234) tussen Soestdijk en Bilthoven.
Het landgoed van 350 hectare grenst aan het grondgebied van Paleis Soestdijk en  ligt, net als Lage Vuursche, in de Laagte van Pijnenburg. Deze laagte is onderdeel van de Utrechtse Heuvelrug maar lager en natter. Landgoed Pijnenburg ligt in drie boswachterijen: ’t Hooge Erf, Kievitsdal en De Brandenburg.
Het bestaat uit zeven onderdelen:
- De Binnenplaats (30 ha)  – rond het Huis Pijnenburg
- Brandenburg (75 ha) – langs noordzijde van de Biltseweg (N234)
- Beer z’n Veld (32 ha) – langs de zuidzijde van de Biltseweg (N234)
- ‘t Hoge Erf (105 ha) - langs de Hoge Vuurseweg en de Hilversumsestraatweg
- De Baarnse Snip (58 ha) – aan de oostzijde van de Hoge Vuurseweg
- Kievitsdal (10 ha) – langs de Soestdijkerstraatweg in de gemeente Hilversum
- Overbosch (12,5 ha) – hoek Vuursche Steeg/Embranchementsweg [1]

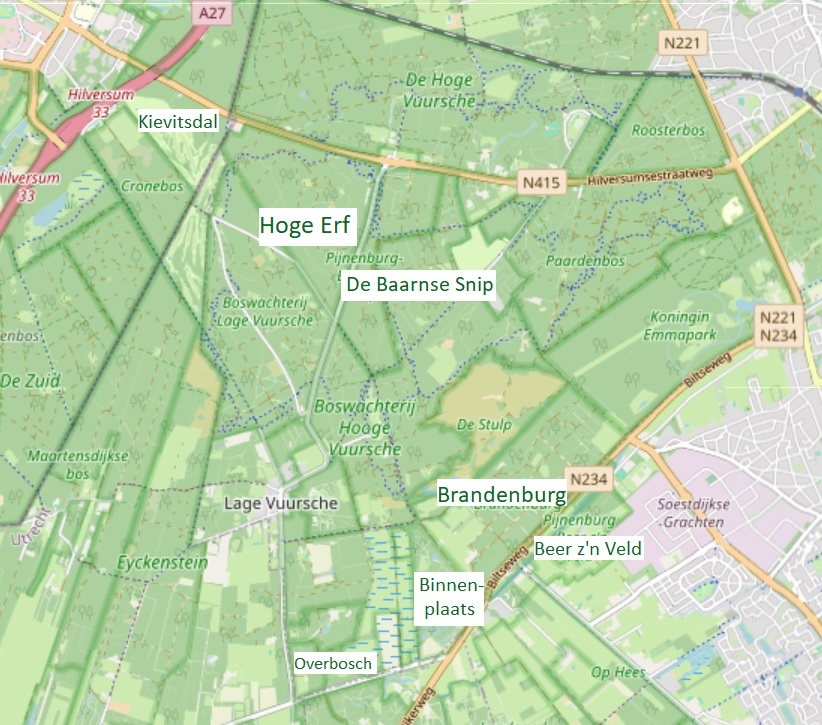
Indeling landgoed Pijnenburg

## Geschiedenis landgoed
In 1647 was landgoed Pijnenburg in bezit van Sara de Wael, weduwe van Jacob Jacobsz Hinlopen, handelaar en schepen van de stad Amsterdam. Zij liet een huis bouwen naar ontwerp van Philip Vingboons. Na haar overlijden in 1652 kwam de buitenplaats toe aan haar zoon Jan Hinlopen. Diens dochter Johanna Maria verkocht huis en landgoed in 1720 aan Everard van Harscamp, secretaris en later burgemeester van de stad Utrecht. Het huis zou in de eeuw daarna nog acht verschillende eigenaren krijgen.
Of Huis Pijnenburg een middeleeuwse voorganger had is niet bekend. Weliswaar is de familienaam Pijnenburg (Poynenborch en vele variaties) al sinds de 14e eeuw gedocumenteerd, maar een verband met het landgoed is niet aanwijsbaar.

### Andries de Wilde
In 1823 kocht Andries de Wilde het landgoed van de koopman Jacob Marcus Rosenik. De Wilde liet de buitenplaats in 1835 door architect Erik Frederik Homan verbouwen en uitbreiden. De huidige hoofdvleugel werd er dwars voor gebouwd, de twee vleugels kwamen zo haaks op elkaar te staan. Het huis kreeg op die manier een T-vormige plattegrond. Vanaf de ingang is dat het rechter huis. Aan de achterzijde van het complex zit hoog in de muur de eerste steen, gedateerd 6 april 1835.
Ook liet De Wilde een koetsierswoning en zes boerderijen bouwen, die hij naar zijn kinderen vernoemde, en liet hij het achterliggende park opnieuw aanleggen door de Utrechtse tuinarchitect Hendrik van Lunteren. Omstreeks 1850 breidde hij zijn bezittingen nog verder uit met de hofsteden Veenhuizen en Ravenhorst.

### Familie Insinger
In 1860 verkocht De Wilde het noordelijke deel aan het latere Tweede Kamerlid mr. Herman Albrecht Insinger (1827-1911), directeur van De Amsterdamsche Kanaalmaatschappij. Op het zuidelijke deel liet De Wilde een nieuwe villa Zuid Pijnenburg (nu De Hoefslag) bouwen. Na de dood van De Wilde in 1865 kocht Insinger ook de rest van het landgoed. Tot op heden (2016) is Pijnenburg altijd in het bezit van de familie Insinger gebleven, al werden later delen van het grondbezit verkocht aan onder meer Natuurmonumenten. Op latere leeftijd verhuisde Insinger naar Parijs. Pijnenburg bleef toen waarschijnlijk onbewoond van 1890 tot 1910.
Toen in 1911 Herman Albrecht stierf, werd diens kleinzoon Edmond Herman Deodatus Insinger (1892-1951) eigenaar middels een legaat. Deze liet het net voor de Eerste Wereldoorlog verbouwen en moderniseren naar plannen van architect Johan Wilhelm Hanrath en woonde er permanent.
In 1917 liet hij door de Haagse architect J.A. Cramer een nieuw koetshuis bouwen aan de Biltseweg. Ook hotel-restaurant Groot Kievitsdal aan de Hilversumsestraatweg werd in opdracht van E.H.D. Insinger gebouwd. Deze Insinger liet in de wijk Overhees van Soest een school bouwen. De school kreeg de naam Insingerschool en kwam aan de Insingerstraat. In 1951 werd de latere ambassadeur J.H.O. Insinger (1918-2008) eigenaar van het landgoed. Deze droeg in 1990 het beheer over aan zijn zoon en bankier mr. Edmond Per Insinger (1953).

## Huis Pijnenburg

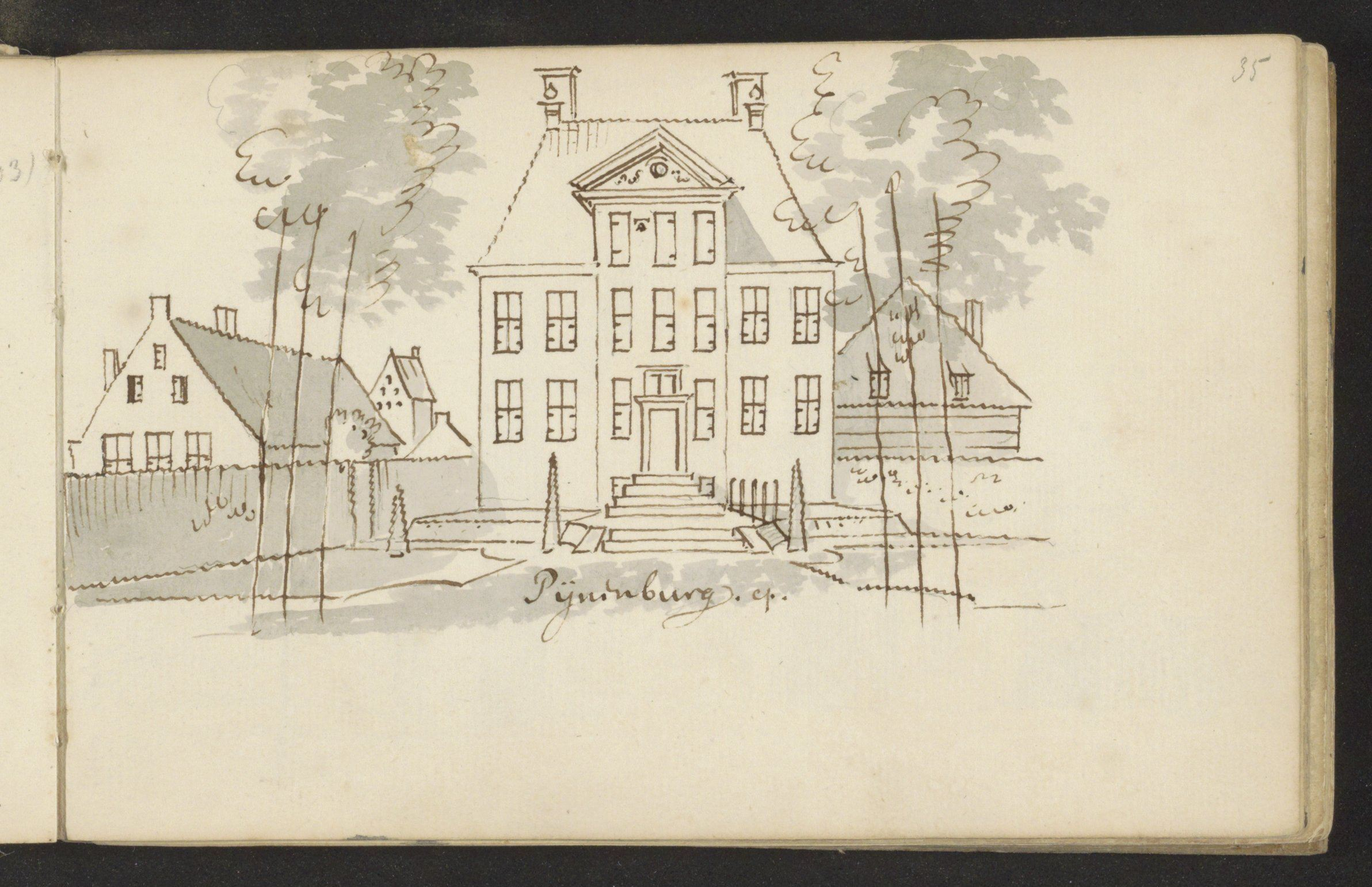
Het huis in 1731

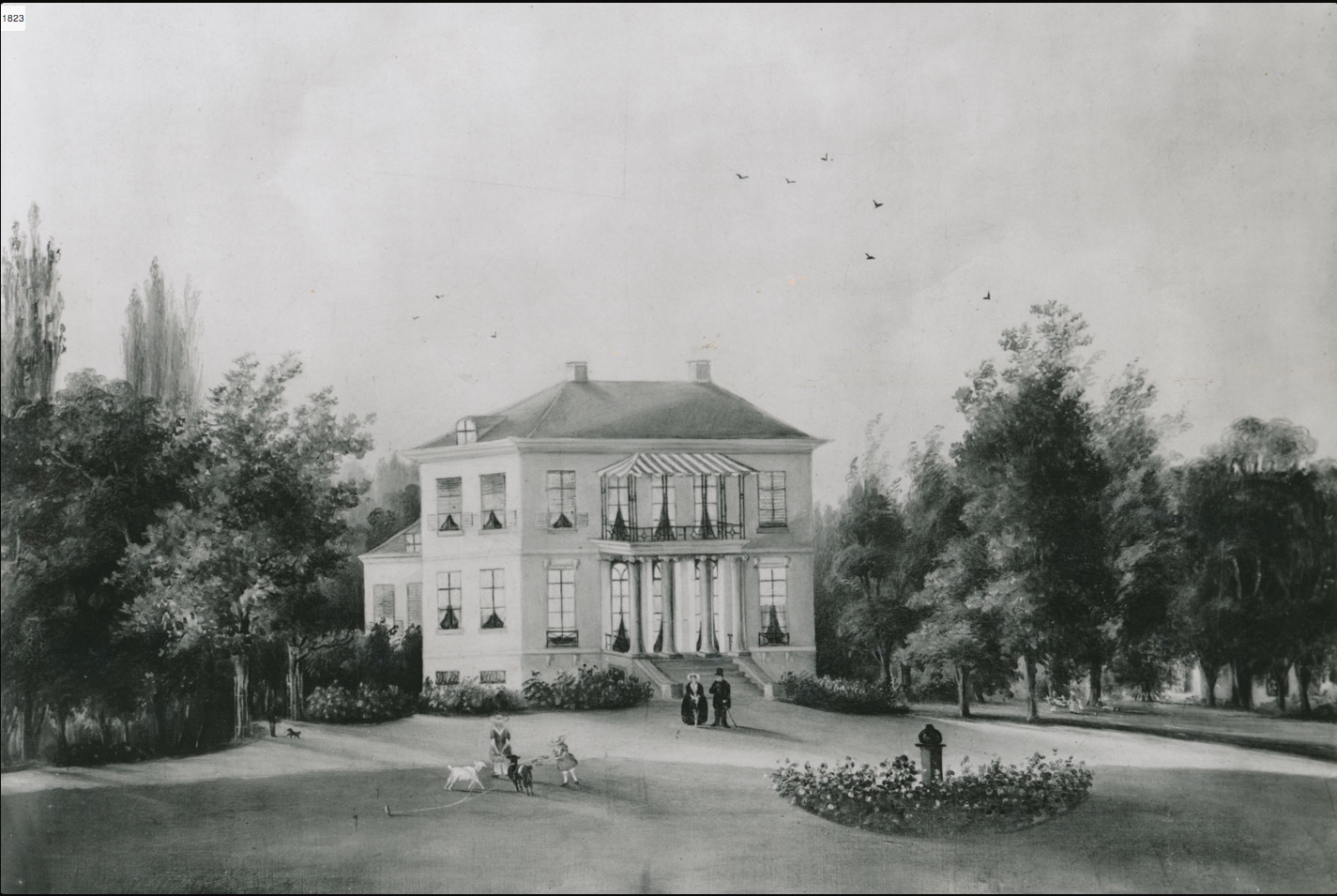
Pijnenburg in 1840 met De Wilde en familie

De hoofdwoning, een wit gepleisterd buitenhuis, is een rijksmonument. Het landhuis is met de voorgevel op de weg gericht en ziet uit op het landhuis Staalwijk aan de overkant van de weg.
Het oudste deel van het huis uit de 17e eeuw heeft een kelder, souterrain en een bel-etage. De ingang bevindt zich in de symmetrisch ingedeelde zuidwestgevel. Onder de trap is een toegangsdeur naar het souterrain. Boven de noordoostelijke lijstgevel bevinden zich twee halfronde dakkapellen met cirkelvormig draaivenster.
Het gedeelte dat in de 19e eeuw werd aangebouwd is hoger dan het oude deel en bestaat uit een souterrain en twee bouwlagen. Boven het portiek is een balkon met een smeedijzeren balustrade, met daarachter drie dubbele glazen balkondeuren.
Rondom het huis bevindt zich een bordes met lage bakstenen muurtjes met trappetjes.
De ovaalvormige trap in het trappenhuis dateert uit 1917. De woonkamer heeft een marmeren schouwpartij, een houten balkenplafond en lambriseringen uit circa 1917. De grote zaal heeft een stucplafond en een schouw uit ongeveer 1830 en behangsel uit de 19e eeuw.

### Park
Het park rondom het huis heeft een oppervlakte van 31 hectare. In het bosgedeelte staan behalve loofbomen en coniferen ook bijzondere boomsoorten. In de nog bestaande serpentinevijver (met bruggetjes) werden met een punter vaartochtjes gemaakt. Op het terrein bevindt zich enkele kassen en een ijskelder.

### Lijst van bewoners/eigenaren
- ± 1648 - Sara de Wael, weduwe van lakenhandeelaar Jacob Jacobz. Hinlopen
- 1652 - Jan J. Hinlopen, schepen van Amsterdam
- 1720 - Everard van Harscamp, secretaris van de stad Utrecht
- 1738 - Jacob van Dorssen, kanunnik van de Utrechtse Dom
- 1750 - Hendrik Coenraad Comman, intendant van paleis Soestdijk
- 1763 - Elias Augier
- 1790 - Franciscus Henricus Moorrees, 'Advocaat in den Hove van Holland'
- 1806 - Nicolaas Henricus Strick van Linschoten
- 1810 - Jurrian Tetterode te Amsterdam
- 1820 - 1823 Jacob Marcus Rosenik (voor die tijd huurder)
- 1823 - Andries de Wilde, arts, zakenman, kunstliefhebber en schrijver
- 1865 - Herman Albrecht Insinger, politicus en directeur van De Amsterdamsche Kanaalmaatschappij
- 1911 - Edmond Herman Deodatus Insinger, egyptoloog
- 1951 - Jan Herman Odo Insinger, ambassadeur
- 1990 - Edmond Per Insinger, bankier en vice president Kempen & Co

## Laag Hees
Abusievelijk is tientallen jaren een stuk bosgebied in Laag Hees (gemeente Soest) aangeduid als Pijnenburg. Onder invloed van de Historische Vereniging Soest is die naam in 2005 veranderd in Laag Hees. Voorheen was een groot deel van dit gebied in handen van de familie Insinger, die het hele bezit Pijnenburg noemde. Nu is nog maar een klein randje Soest in handen van de Insingers. De bossen van Laag Hees zijn eigendom van Natuurmonumenten, Fortis en een aantal particulieren.

## Recreatiewoningen
Op het terrein staan wit gepleisterde of geschilderde woningen met luiken in de kleuren van Pijnenburg. De meeste zijn gerestaureerde landgoedwoningen, andere zijn nieuw gebouwd.

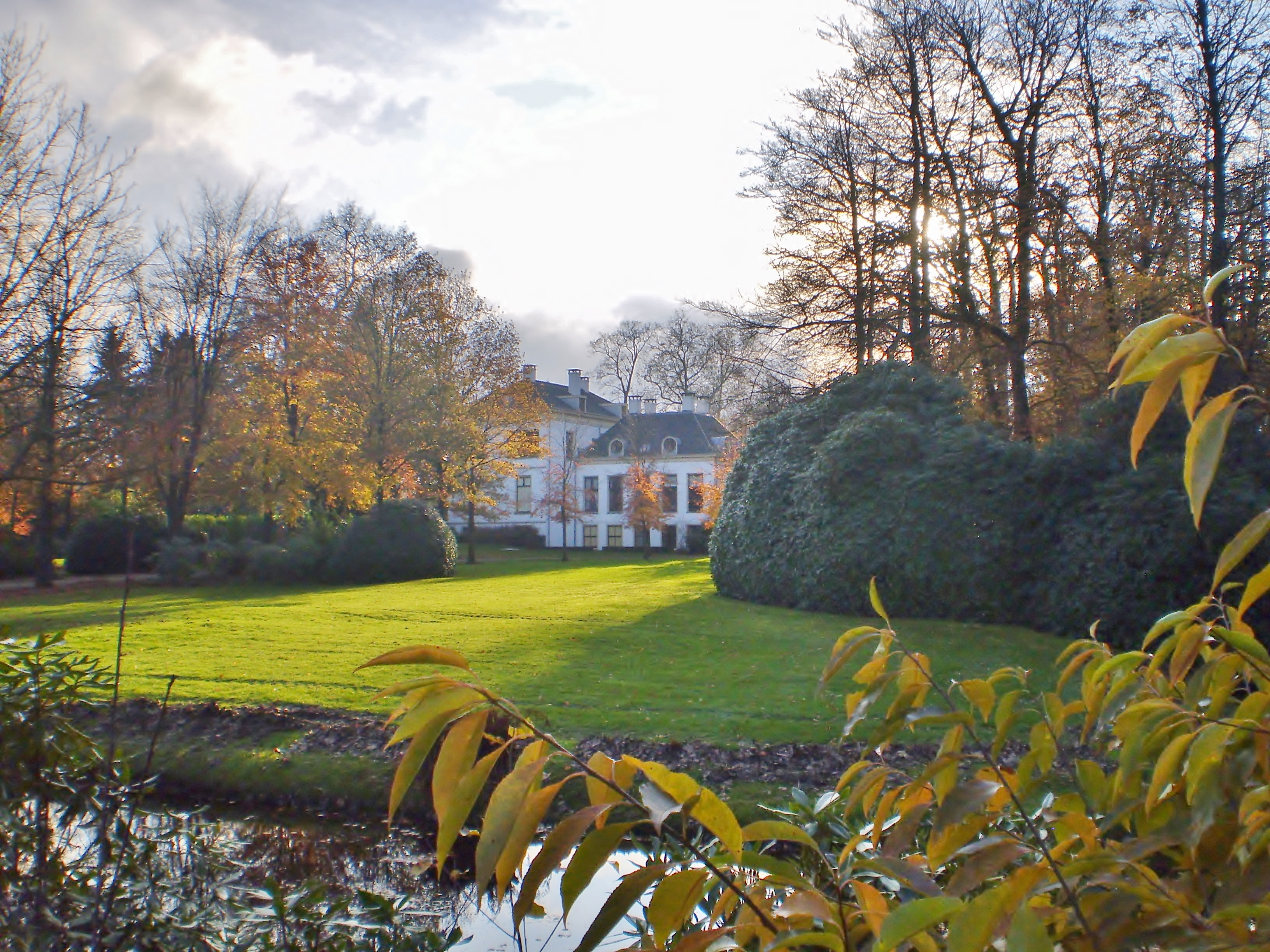
Oostzijde van het huis
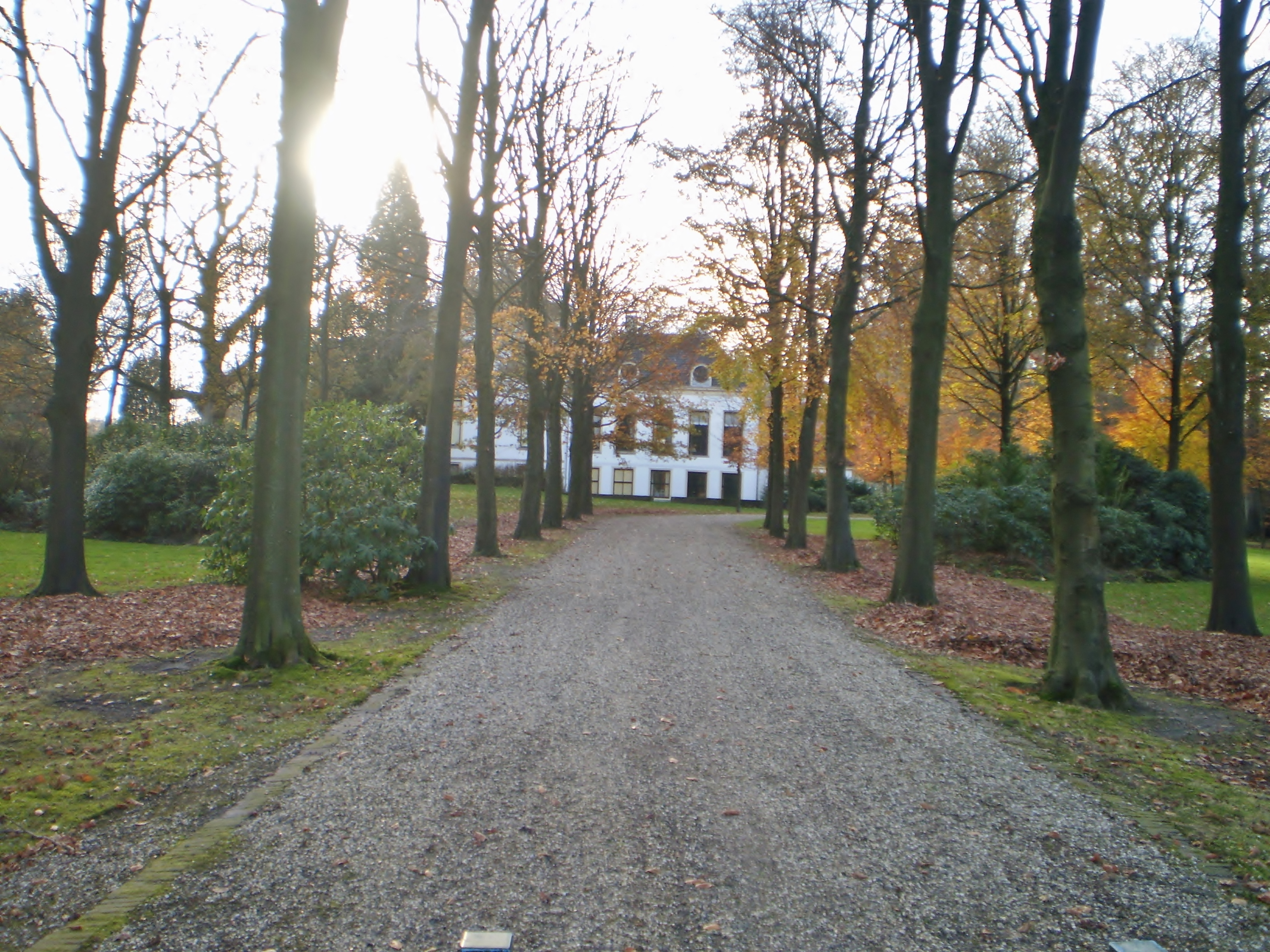
Vanaf de Insingerlaan
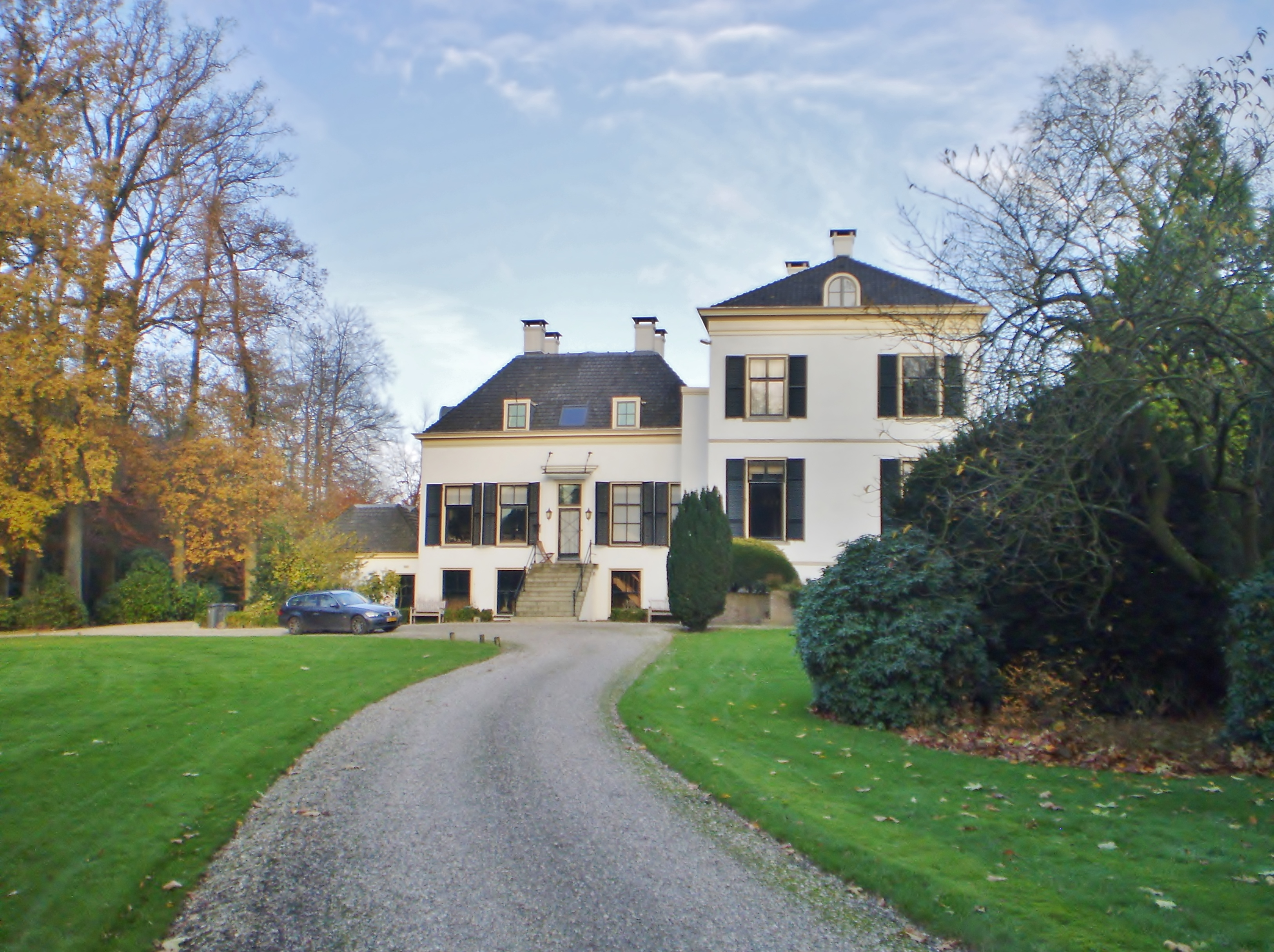
Achterzijde van Huis Pijnenburg, met links het oudste gedeelte (2013)
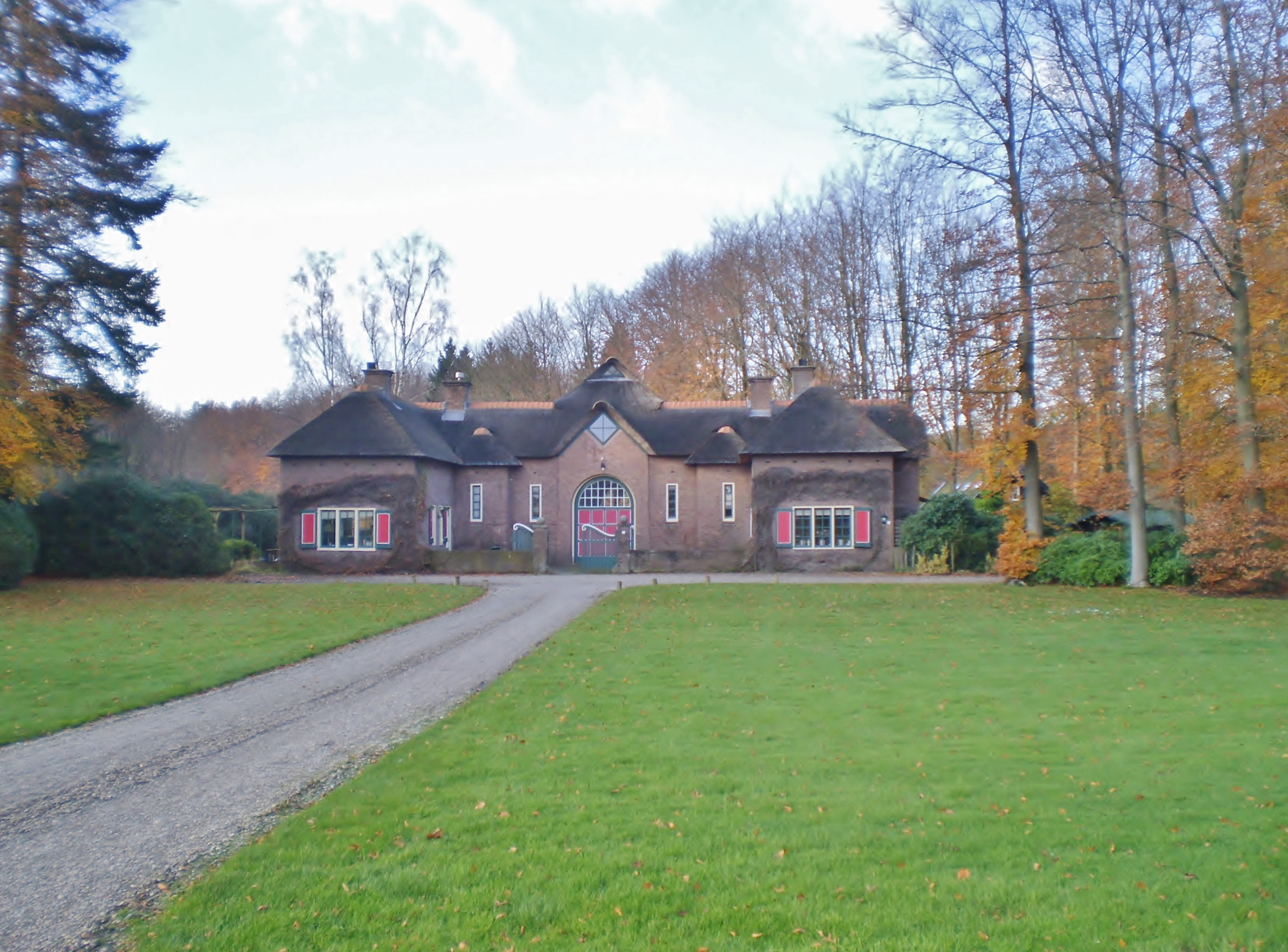
Koetshuis aan de Biltseweg
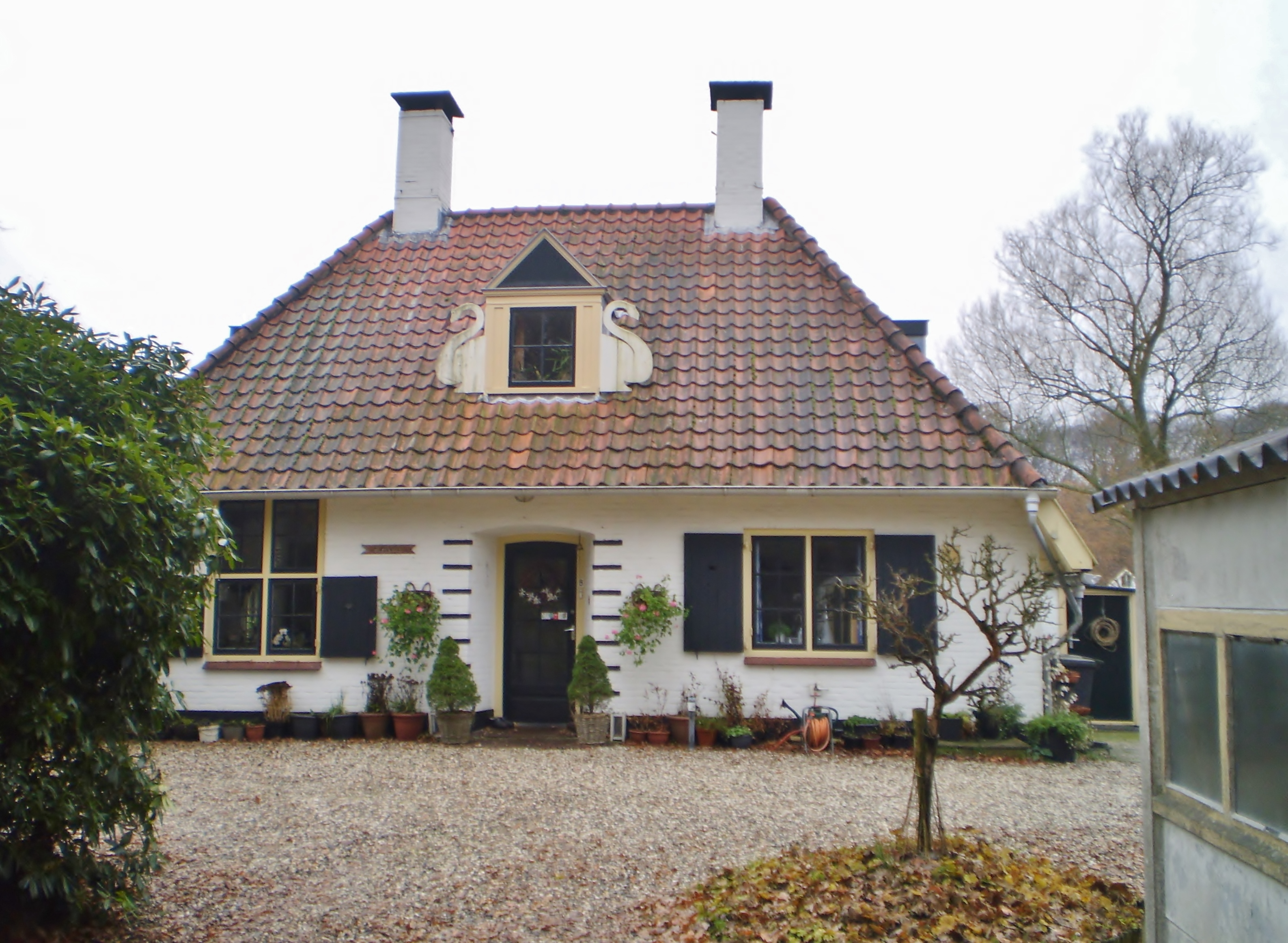
Het Leen (1936)
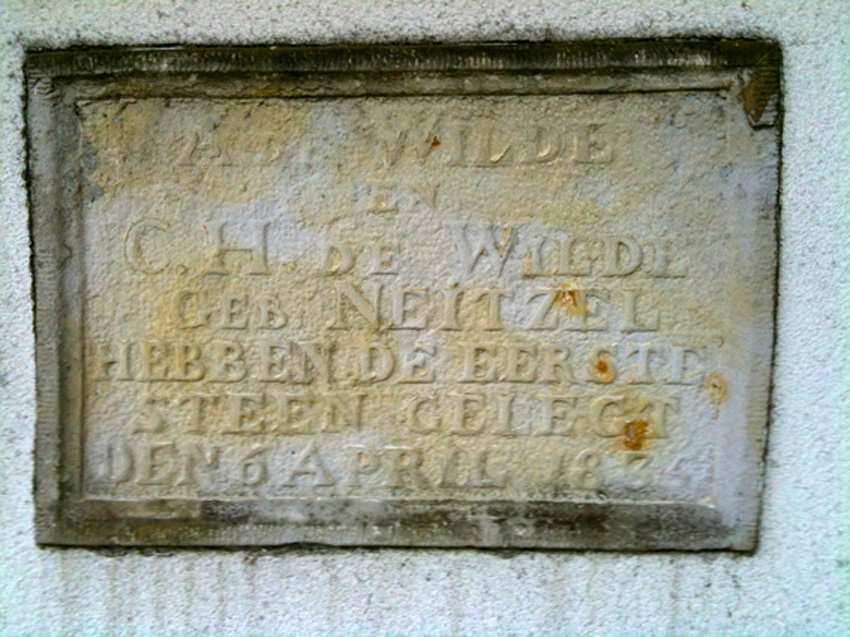
'Eerste steen' ter gelegenheid van de uitbreiding van 1835
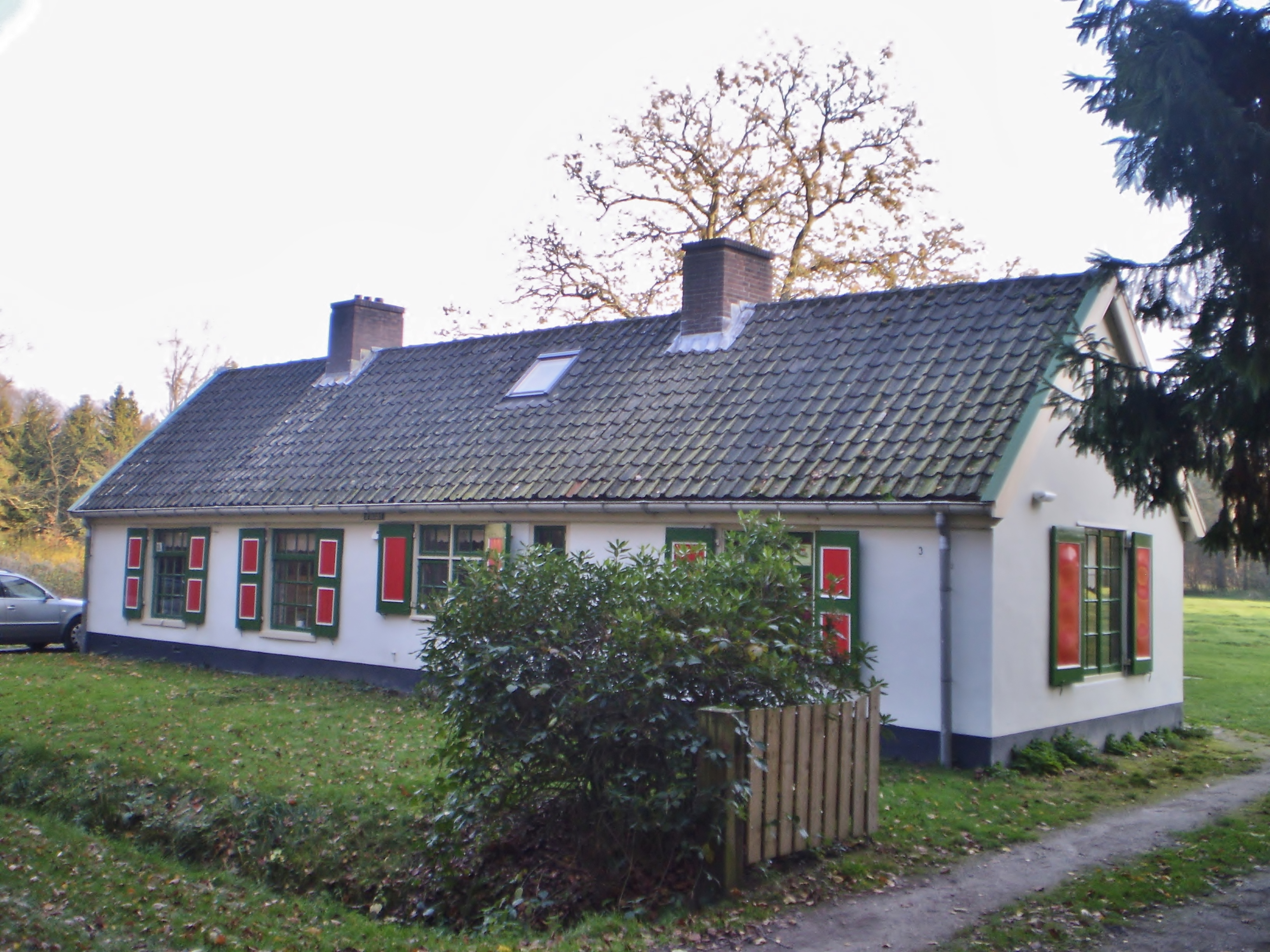
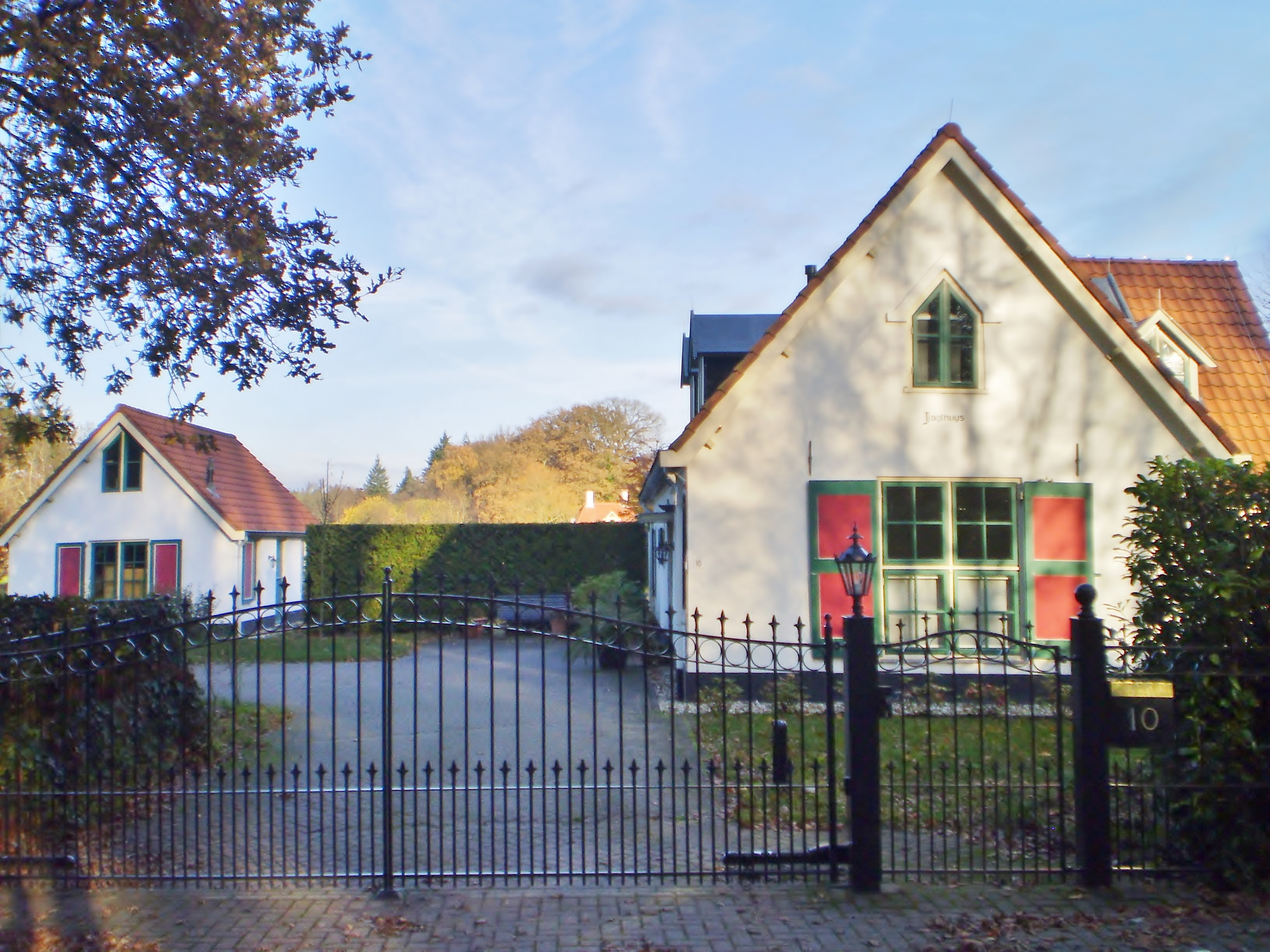
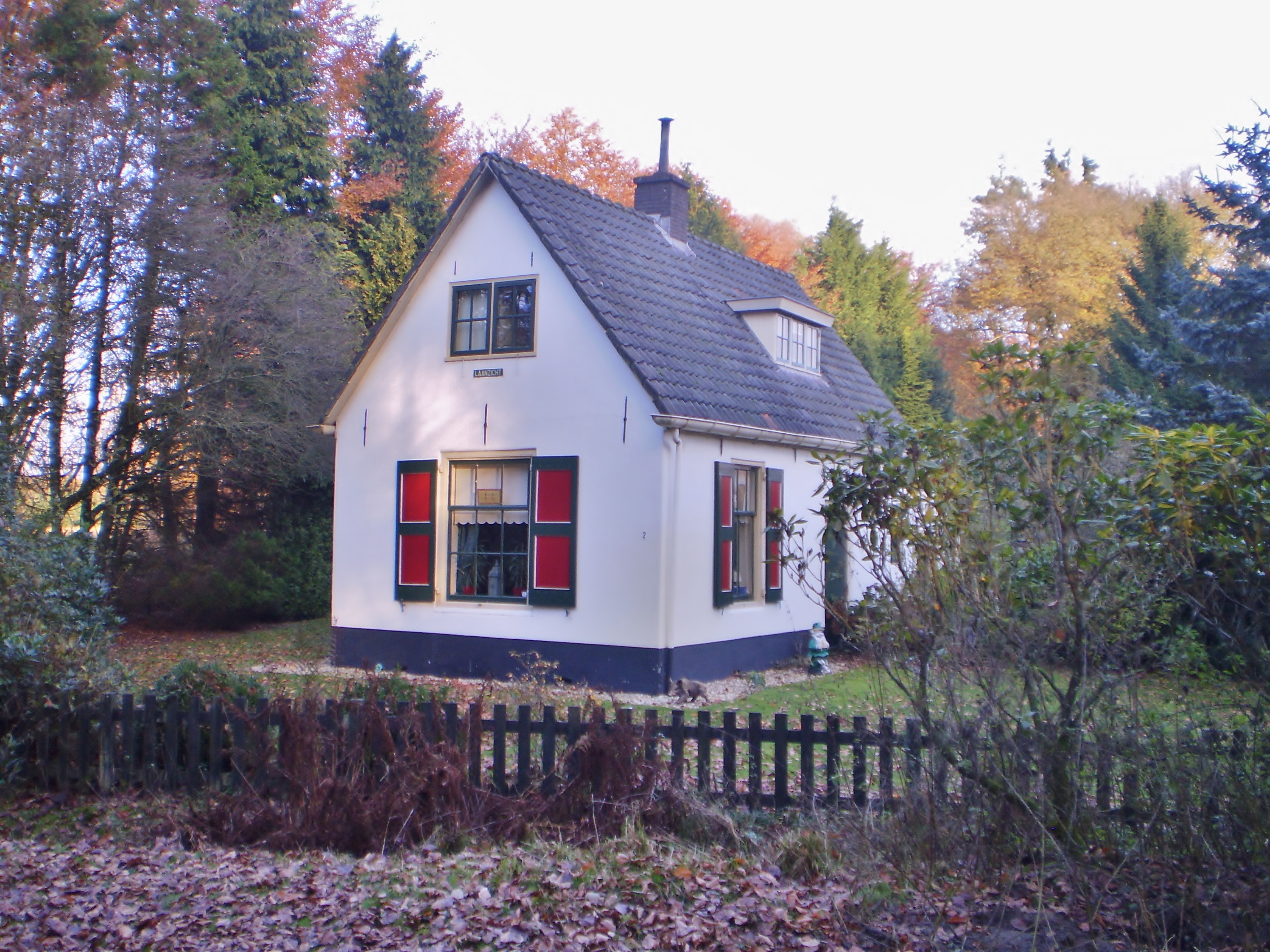
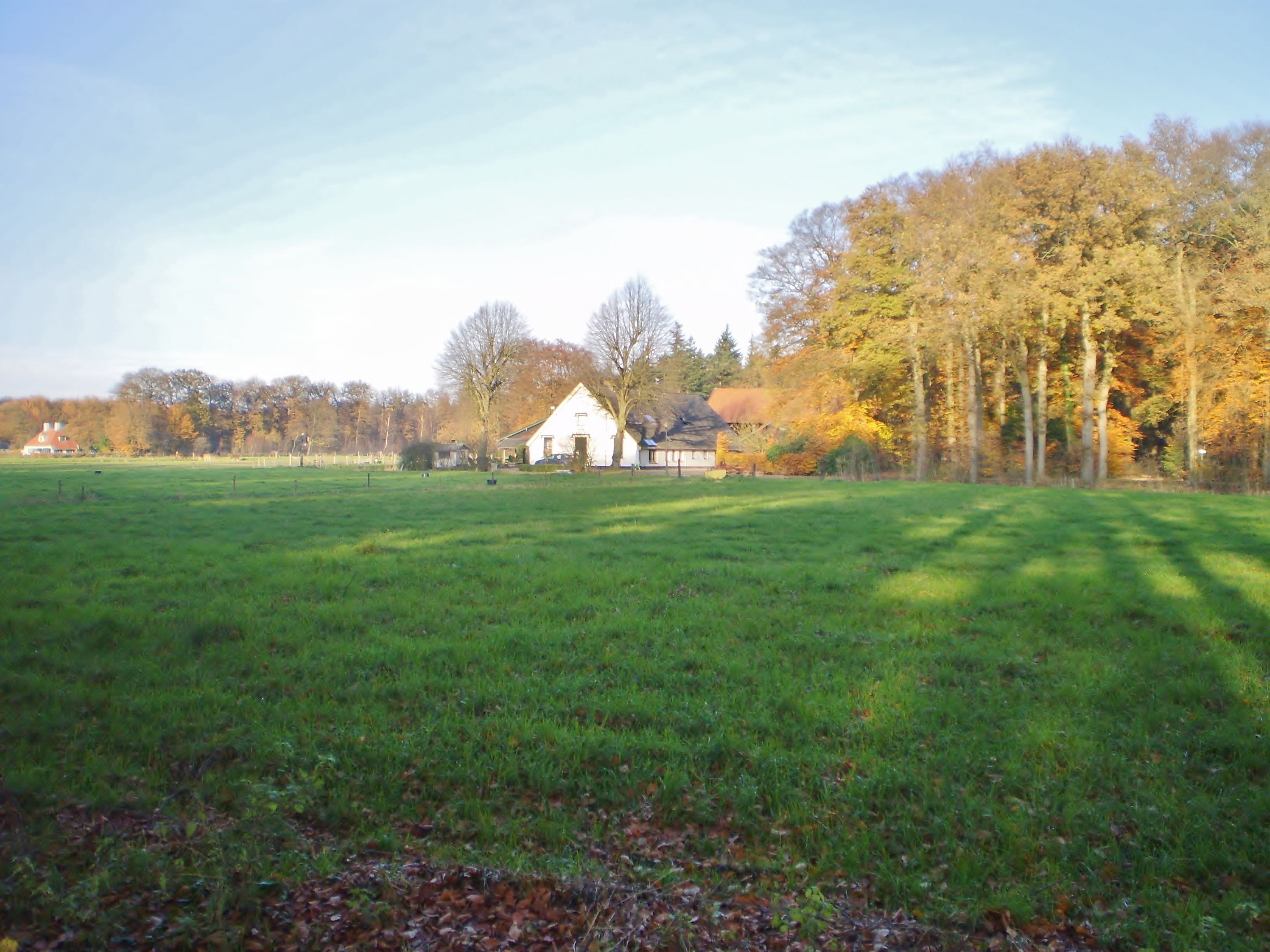